# Nosów (województwo lubelskie)
Nosów – wieś w Polsce położona w województwie lubelskim, w powiecie bialskim, w gminie Leśna Podlaska.
28 kwietnia 1944 roku doszło do ataku polskiego podziemia, wskutek którego śmierć poniosło dziesięciu ukraińskich prawosławnych cywilów. Ciała siedmiu z nich odnaleziono później w Starych Szpakach i pochowano na cmentarzu prawosławnym w Nosowie. 
W latach 1975–1998 miejscowość położona była w województwie bialskopodlaskim.
Wieś jest sołectwem w gminie Leśna Podlaska. Według Narodowego Spisu Powszechnego z roku 2011 wieś liczyła 344 mieszkańców.
Na terenie Nosowa znajduje się parafialna cerkiew prawosławna pod wezwaniem św. Michała, wzniesiona w 1862 w miejscu nieistniejącej już od dawna drewnianej świątyni oraz prawosławny cmentarz z nagrobkami z II poł. XIX oraz z XX wieku. Istnieje również dwór murowany z 2. połowy XIX wieku, przekształcony w pałacyk w stylu neorenesansu włoskiego.
Wierni Kościoła rzymskokatolickiego należą do parafii Narodzenia NMP i św. Apostołów Piotra i Pawła w Leśnej Podlaskiej.

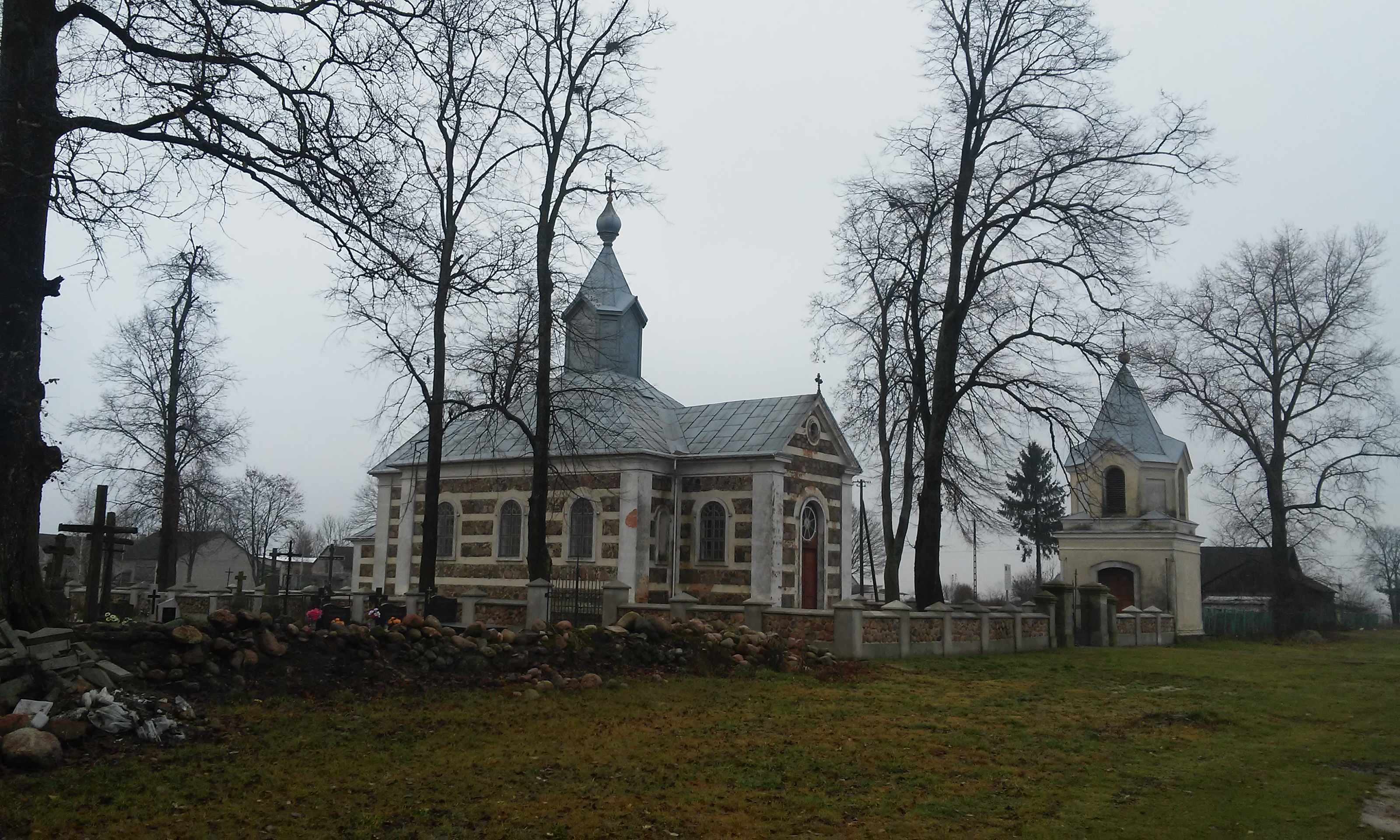
Cerkiew prawosławna z 1862
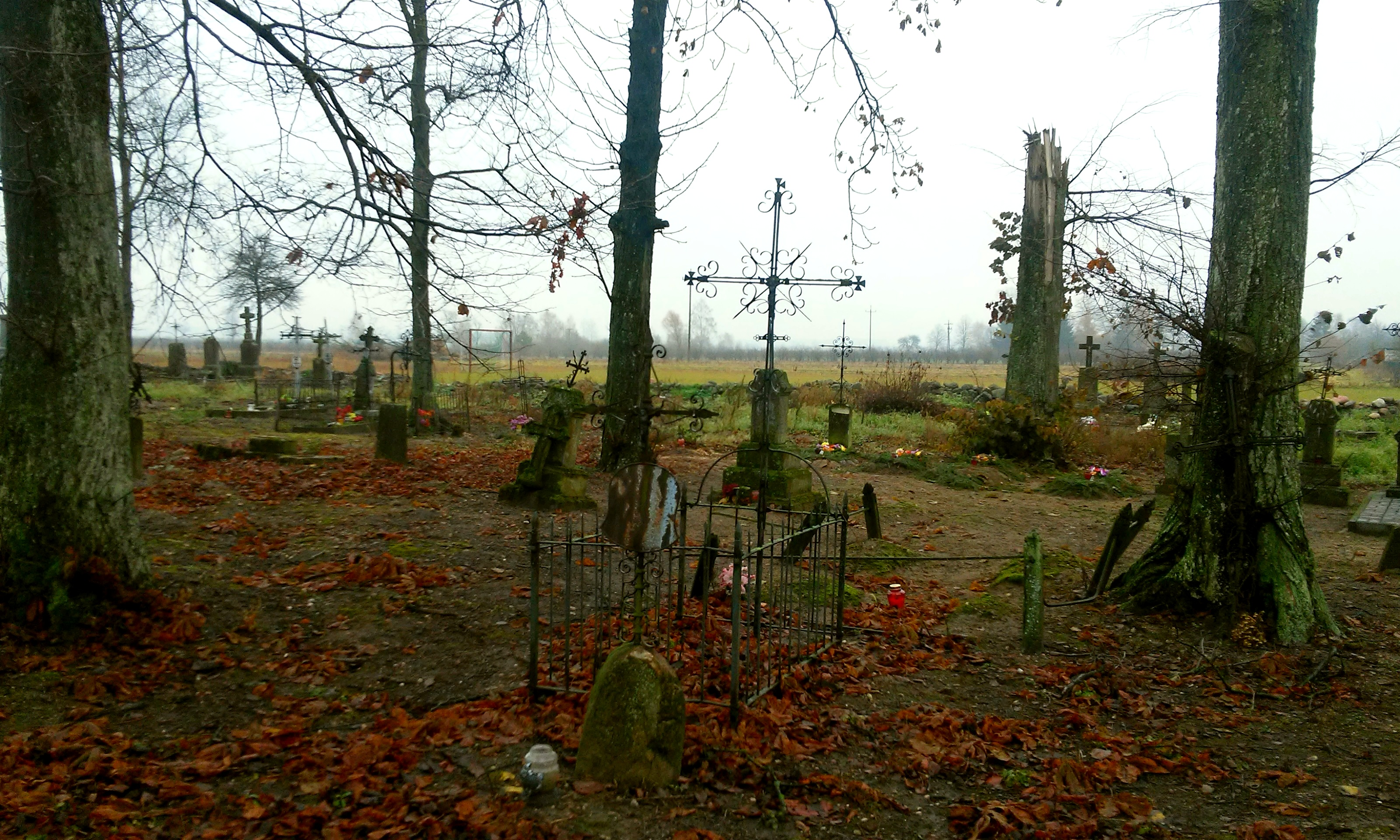
Cmentarz prawosławny (XIX–XX w.)
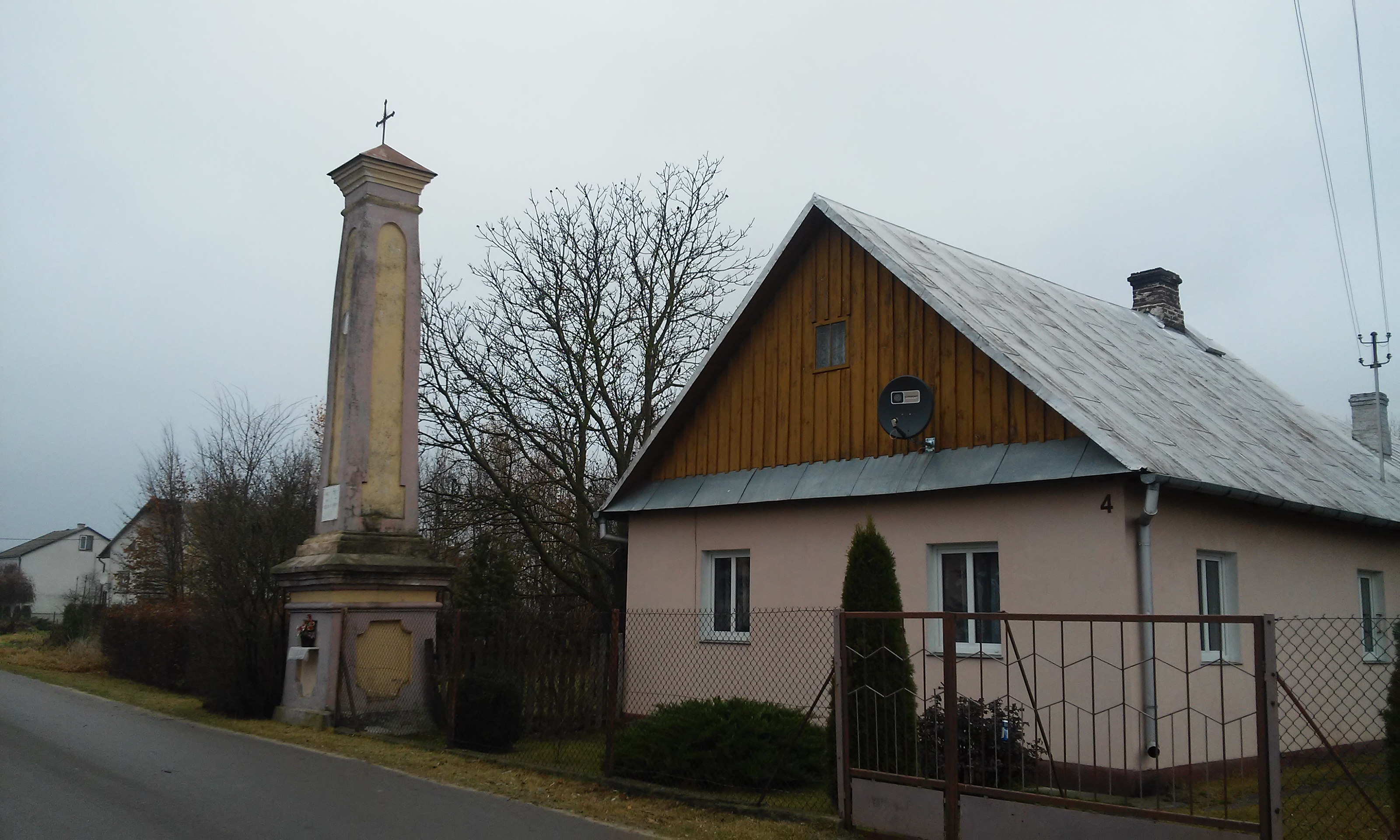
Obelisk z 1925 z wykutą w kamieniu kopią obrazu Leśniańskiej Matki Boskiej
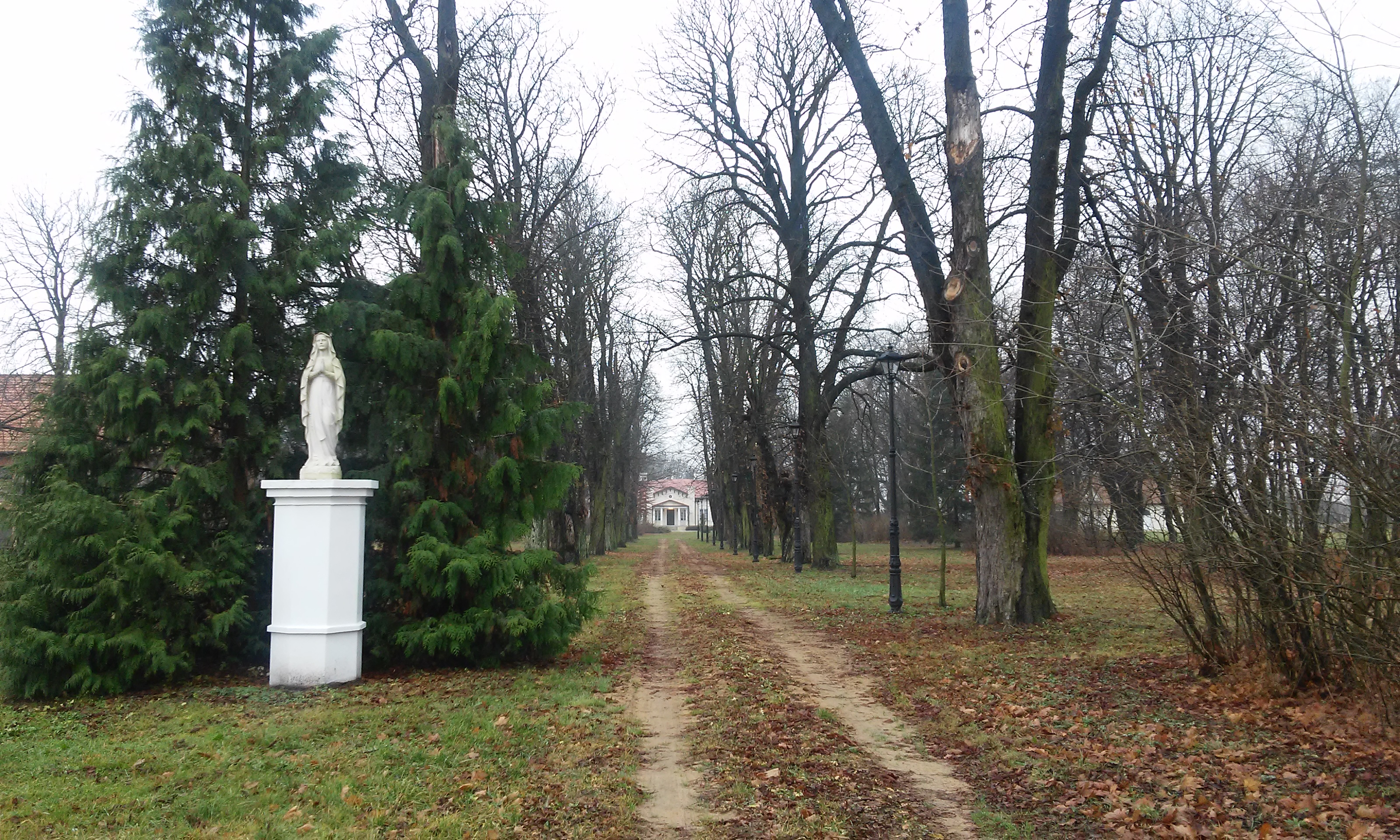
Dwór i park dworski